# Iglesia del Sagrado Corazón de Jesús (Gualleco)
La iglesia del Sagrado Corazón de Jesús es un templo católico ubicado en la localidad de Gualleco, en la comuna de Curepto, Región del Maule, Chile. Construida entre los años 1850 y 1854, fue declarada monumento nacional de Chile, en la categoría de monumento histórico, mediante el Decreto Exento n.º 2657, del 28 de agosto de 2008.

## Historia
Luego de la destrucción de Gualleco por los terremotos de 1786 y 1787, y gracias a las donaciones de terreno de José Santos Ovalle, se procedió a reconstruir el poblado al otro lado del estero local. El trazado de la nueva localidad se determinó en 1849, y como hito fundacional se construyó la iglesia y la casa parroquial entre los años 1850 y 1854, frente a la plaza central, por Manuel Delgado.
El terremoto de 2010 dejó a la iglesia con serios daños, por lo que se reconstruyeron varios muros de adobe y la torre campanario, en obras que fueron inauguradas en 2016.

## Descripción
Construida en gruesos muros de adobe y con cubierta de tejas de arcilla, presenta muros laterales que sobresalen de la fachada, y que generan un pequeño atrio de acceso. La casa parroquial se encuentra adosada a la iglesia, y ambas generan un patio interior con corredores en sus cuatro costados.